# Rappresentanti del Massachusetts
Il Massachusetts è attualmente rappresentato alla Camera dei rappresentanti degli Stati Uniti da nove delegati, eletti in distretti con il sistema first-past-the-post ogni due anni.
Essendo il numero dei delegati proporzionale alla popolazione dello stato, nel passato lo stato ha potuto contare su una rappresentanza alla Camera che è variata, da un minimo di 8 deputati ad un massimo di 20. Dal 2013 i distretti sono nove, numero confermato anche dall'ultimo censimento del 2020.

## Elenco

### Distretto congressualeat-large
Solamente durante il 3º Congresso, dal 1793 al 1794, uno dei 14 rappresentanti del Massachusetts venne eletto nell'ambito di un collegio unico; all'epoca, il Massachusetts includeva anche il distretto del Maine.
| N. | Foto | Senatore   | Partito | Partito             | Carica       | Carica       | Congresso | Mandati | Elezioni                                             |
| N. | Foto | Senatore   | Partito | Partito             | Inizio       | Termine      | Congresso | Mandati | Elezioni                                             |
| -- | ---- | ---------- | ------- | ------------------- | ------------ | ------------ | --------- | ------- | ---------------------------------------------------- |
| 1  |      | David Cobb |         | Pro-Amministrazione | 4 marzo 1793 | 3 marzo 1795 | 3         | 1       | 1792 Ricandidatosi nel 7° distretto, non fu rieletto |

### 1º distretto
| N.      | Foto    | Senatore            | Partito | Partito                          | Carica            | Carica            | Congresso                                                                             | Mandati | Elezioni |
| N.      | Foto    | Senatore            | Partito | Partito                          | Inizio            | Termine           | Congresso                                                                             | Mandati | Elezioni |
| ------- | ------- | ------------------- | ------- | -------------------------------- | ----------------- | ----------------- | ------------------------------------------------------------------------------------- | ------- | --- |
| 1       |         | Fisher Ames         |         | Pro-Amministrazione              | 4 marzo 1789      | 3 marzo 1793      | 1 · 2                                                                                 | 2       | 1788 · 1790 |
| 2       |         | Fisher Ames         |         | Pro-Amministrazione              | 4 marzo 1793      | 3 marzo 1795      | 3                                                                                     | 1       | 1792 Ricandidatosi nell'8º distretto                                                                                             |
| 2       |         | Samuel Dexter       |         | Pro-Amministrazione              | 4 marzo 1793      | 3 marzo 1795      | 3                                                                                     | 1       | 1792 Ricandidatosi nel 9º distretto                                                                                              |
| 2       |         | Benjamin Goodhue    |         | Pro-Amministrazione              | 4 marzo 1793      | 3 marzo 1795      | 3                                                                                     | 1       | 1792 Ricandidatosi nel 10º distretto                                                                                             |
| 2       |         | Samuel Holten       |         | Anti-Amministrazione             | 4 marzo 1793      | 3 marzo 1795      | 3                                                                                     | 1       | 1792 Ricandidatosi nel 10º distretto (non rieletto)                                                                              |
| 3       |         | Theodore Sedgwick   |         | Federalista                      | 4 marzo 1795      | 11 giugno 1796    | 4                                                                                     | 1⁄2     | 1794 Eletto senatore |
| Vacante | Vacante | Vacante             | Vacante | Vacante                          | 11 giugno 1796    | 27 gennaio 1797   | 4                                                                                     |         | |
| 4       |         | Thomson J. Skinner  |         | Democratico-Repubblicano         | 27 gennaio 1797   | 3 marzo 1799      | 4 · 5                                                                                 | 1 1⁄2   | Eletto per terminare il mandato di Sedgwick 1796 Non ricandidatosi                                                               |
| 5       |         | Theodore Sedgwick   |         | Federalista                      | 4 marzo 1799      | 3 marzo 1801      | 6                                                                                     | 1       | 1798 Non ricandidatosi |
| 6       |         | John Bacon          |         | Democratico-Repubblicano         | 4 marzo 1801      | 3 marzo 1803      | 7                                                                                     | 1       | 1800 Non ricandidatosi |
| 7       |         | William Eustis      |         | Democratico-Repubblicano         | 4 marzo 1803      | 3 marzo 1805      | 8                                                                                     | 1       | 1802 Perse la rielezione |
| 8       |         | Josiah Quincy III   |         | Federalista                      | 4 marzo 1805      | 3 marzo 1813      | 9 · 10 · 11 · 12                                                                      | 4       | 1804 · 1806 · 1808 · 1810 Non ricandidatosi                                                                                      |
| 9       |         | Artemas Ward Jr.    |         | Federalista                      | 4 marzo 1813      | 3 marzo 1817      | 13 · 14                                                                               | 2       | 1812 · 1814 Non ricandidatosi |
| 10      |         | Jonathan Mason      |         | Federalista                      | 4 marzo 1817      | 15 maggio 1820    | 15 · 16                                                                               | 1 1⁄2   | 1817 · 1818 Dimessosi |
| Vacante | Vacante | Vacante             | Vacante | Vacante                          | 15 maggio 1820    | 6 novembre 1820   | 16                                                                                    |         | |
| 11      |         | Benjamin Gorham     |         | Democratico-Repubblicano         | 6 novembre 1820   | 3 marzo 1823      | 16 · 17                                                                               | 1 1⁄2   | Eletto per terminare il mandato di Mason · 1820 Non ricandidatosi                                                                |
| 12      |         | Daniel Webster      |         | Federalista poi Anti-Jacksoniano | 4 marzo 1823      | 30 maggio 1827    | 18 · 19 · 20                                                                          | 2 1⁄2   | 1822 · 1824 · 1826 Eletto al Senato                                                                                              |
| Vacante | Vacante | Vacante             | Vacante | Vacante                          | 30 maggio 1827    | 23 luglio 1827    | 20                                                                                    |         | |
| 13      |         | Benjamin Gorham     |         | Anti-Jacksoniano                 | 23 luglio 1827    | 3 marzo 1831      | 20 · 21                                                                               | 1 1⁄2   | Eletto per terminare il mandato di Webster · 1828 Non ricandidatosi                                                              |
| 14      |         | Nathan Appleton     |         | Anti-Jacksoniano                 | 4 marzo 1831      | 3 marzo 1833      | 22                                                                                    | 1       | 1830 Non ricandidatosi |
| 15      |         | Benjamin Gorham     |         | Anti-Jacksoniano                 | 4 marzo 1833      | 3 marzo 1835      | 23                                                                                    | 1       | 1833 |
| 16      |         | Abbott Lawrence     |         | Anti-Jacksoniano                 | 4 marzo 1835      | 3 marzo 1837      | 24                                                                                    | 1       | 1834 Non ricandidatosi |
| 17      |         | Richard Fletcher    |         | Whig                             | 4 marzo 1837      | 3 marzo 1839      | 25                                                                                    | 1       | 1826 · Eletto anche nel 1828 ma declinò                                                                                          |
| Vacante | Vacante | Vacante             | Vacante | Vacante                          | 3 marzo 1839      | 11 novembre 1839  | 26                                                                                    |         | |
| 18      |         | Abbott Lawrence     |         | Whig                             | 11 novembre 1839  | 18 settembre 1840 | 26                                                                                    | 1       | Eletto per terminare il mandato di Fletcher Dimessosi                                                                            |
| Vacante | Vacante | Vacante             | Vacante | Vacante                          | 18 settembre 1840 | 9 novembre 1840   | 26                                                                                    |         | |
| 19      |         | Robert C. Winthrop  |         | Whig                             | 9 novembre 1840   | 25 maggio 1842    | 26 · 27                                                                               | 1 1⁄2   | Eletto per terminare il mandato di Lawrence · 1840 Dimessosi                                                                     |
| Vacante | Vacante | Vacante             | Vacante | Vacante                          | 25 maggio 1842    | 9 giugno 1842     | 27                                                                                    |         | |
| 20      |         | Nathan Appleton     |         | Whig                             | 9 giugno 1842     | 28 settembre 1842 | 27                                                                                    | 1⁄2     | Eletto per terminare il mandato di Winthrop Dimessosi                                                                            |
| Vacante | Vacante | Vacante             | Vacante | Vacante                          | 28 settembre 1842 | 29 novembre 1842  | 27                                                                                    |         | |
| 21      |         | Robert C. Winthrop  |         | Whig                             | 29 novembre 1842  | 30 luglio 1850    | 27 · 28 · 29 · 30 · 31                                                                | 4 1⁄2   | Eletto per terminare il mandato di Appleton · 1842 · 1844 · 1846 · 1848 Eletto al Senato                                         |
| Vacante | Vacante | Vacante             | Vacante | Vacante                          | 30 luglio 1850    | 22 agosto 1850    | 31                                                                                    |         | |
| 22      |         | Samuel Atkins Eliot |         | Whig                             | 22 agosto 1850    | 3 marzo 1851      | 31                                                                                    | 1⁄2     | Eletto per terminare il mandato di Winthrop Non ricandidatosi                                                                    |
| 23      |         | William Appleton    |         | Whig                             | 4 marzo 1851      | 3 marzo 1853      | 32                                                                                    | 1       | 1850 Ricandidatosi nel 5° distretto                                                                                              |
| 24      |         | Zeno Scudder        |         | Whig                             | 4 marzo 1851      | 4 marzo 1854      | 33                                                                                    | 1⁄2     | 1852 Dimessosi |
| Vacante | Vacante | Vacante             | Vacante | Vacante                          | 4 marzo 1854      | 17 aprile 1854    | 33                                                                                    |         | |
| 25      |         | Thomas D. Eliot     |         | Whig                             | 4 marzo 1883      | 3 marzo 1889      | 33                                                                                    | 1⁄2     | Eletto per terminare il mandato di Scudder Non ricandidatosi                                                                     |
| 26      |         | Robert B.Hall       |         | Know Nothing poi Repubblicano    | 4 marzo 1855      | 3 marzo 1859      | 34 · 35                                                                               | 2       | 1854 · 1856 |
| 27      |         | Thomas D. Eliot     |         | Repubblicano                     | 4 marzo 1859      | 3 marzo 1869      | 36 · 37 · 38 · 39 · 40                                                                | 5       | 1858 · 1860 · 1862 · 1864 · 1866 Non ricandidatosi                                                                               |
| 28      |         | James Buffinton     |         | Repubblicano                     | 4 marzo 1869      | 7 marzo 1875      | 41 · 42 · 43 · 44                                                                     | 3       | 1868 · 1870 · 1872 · 1874 Deceduto                                                                                               |
| Vacante | Vacante | Vacante             | Vacante | Vacante                          | 7 marzo 1875      | 2 novembre 1875   | 44                                                                                    |         | |
| 29      |         | William W. Crapo    |         | Repubblicano                     | 2 novembre 1875   | 3 marzo 1883      | 44 · 45 · 46 · 47                                                                     | 3 1⁄2   | Eletto per terminare il mandato di Buffinton · 1876 · 1878 · 1880 Non ricandidatosi                                              |
| 30      |         | Robert T. Davis     |         | Repubblicano                     | 4 marzo 1883      | 3 marzo 1889      | 48 · 49 · 50                                                                          | 3       | 1882 · 1884 · 1886 Non ricandidatosi                                                                                             |
| 31      |         | Charles S. Randall  |         | Repubblicano                     | 4 marzo 1889      | 3 marzo 1893      | 51 · 52                                                                               | 2       | 1888 · 1890 Ricandidatosi nel 13º distretto                                                                                      |
| 31      |         | Ashley B. Wright    |         | Repubblicano                     | 4 marzo 1893      | 14 agosto 1897    | 53 · 54 · 55                                                                          | 2 1⁄2   | 1892 · 1894 · 1896 Deceduto |
| Vacante | Vacante | Vacante             | Vacante | Vacante                          | 14 agosto 1897    | 2 novembre 1897   | 55                                                                                    |         | |
| 32      |         | George P. Lawrence  |         | Repubblicano                     | 2 novembre 1897   | 3 marzo 1913      | 55 · 56 · 57 · 58 · 59 · 60 · 61 · 62                                                 | 7 1⁄2   | Eletto per terminare il mandato di Wright · 1898 · 1900 · 1902 · 1904 · 1906 · 1908 · 1910 Non ricandidatosi                     |
| 33      |         | Allen T. Treadway   |         | Repubblicano                     | 4 marzo 1913      | 3 gennaio 1945    | 63 · 64 · 65 · 66 · 67 · 68 · 69 · 70 · 71 · 72 · 73 · 74 · 75 · 76 · 77 · 78         | 16      | 1912 · 1914 · 1916 · 1918 · 1920 · 1922 · 1924 · 1926 · 1928 · 1930 · 1932 · 1934 · 1936 · 1938 · 1940 · 1942 Non ricandidatosi  |
| 34      |         | John W. Heselton    |         | Repubblicano                     | 3 gennaio 1945    | 3 gennaio 1959    | 79 · 80 · 81 · 82 · 83 · 84 · 85                                                      | 7       | 1944 · 1946 · 1948 · 1950 · 1952 · 1954 · 1956 Non ricandidatosi                                                                 |
| 35      |         | Silvio O. Conte     |         | Repubblicano                     | 3 gennaio 1959    | 8 febbraio 1991   | 86 · 87 · 88 · 89 · 90 · 91 · 92 · 93 · 94 · 95 · 96 · 97 · 98 · 99 · 100 · 101 · 102 | 16 1⁄2  | 1958 · 1960 · 1962 · 1964 · 1966 · 1968 · 1970 · 1972 · 1974 · 1976 · 1978 · 1980 · 1982 · 1984 · 1986 · 1988 · 1990 Deceduto    |
| Vacante | Vacante | Vacante             | Vacante | Vacante                          | 8 febbraio 1991   | 18 giugno 1991    | 102                                                                                   |         | |
| 36      |         | John Olver          |         | Democratico                      | 18 giugno 1991    | 3 gennaio 2013    | 103 · 104 · 105 · 106 · 107 · 108 · 108 · 110 · 111 · 112                             | 10 1⁄2  | Eletto per terminare il mandato di Conte · 1992 · 1994 · 1996 · 1998 · 2000 · 2002 · 2004 · 2006 · 2008 · 2010 Non ricandidatosi |
| 37      |         | Richard Neal        |         | Democratico                      | 3 gennaio 2013    | in carica         | 113 · 114 · 115 · 116 · 117 · 118 · 119                                               | 7       | 2012 · 2014 · 2016 · 2018 · 2020 · 2022 · 2024                                                                                   |

### 2º distretto
| N.      | Foto    | Senatore                  | Partito | Partito                                           | Carica            | Carica            | Congresso                                                                                | Mandati | Elezioni |
| N.      | Foto    | Senatore                  | Partito | Partito                                           | Inizio            | Termine           | Congresso                                                                                | Mandati | Elezioni |
| ------- | ------- | ------------------------- | ------- | ------------------------------------------------- | ----------------- | ----------------- | ---------------------------------------------------------------------------------------- | ------- | --- |
| 1       |         | Benjamin Goodhue          |         | Pro-Amministrazione                               | 4 marzo 1789      | 3 marzo 1793      | 1 · 2                                                                                    | 2       | 1789 · 1790 Ricandidatosi nel 1° distretto |
| 2       |         | Dwight Foster             |         | Pro-Amministrazione                               | 4 marzo 1793      | 3 marzo 1795      | 3                                                                                        | 1       | 1793 Ricandidatosi nel 4º distretto |
| 2       |         | Theodore Sedgwick         |         | Pro-Amministrazione                               | 4 marzo 1793      | 3 marzo 1795      | 3                                                                                        | 1       | 1792 Ricandidatosi nel 1º distretto |
| 2       |         | Artemas Ward              |         | Pro-Amministrazione                               | 4 marzo 1793      | 3 marzo 1795      | 3                                                                                        | 1       | 1792 |
| 2       |         | William Lyman             |         | Anti-Amministrazione poi Democratico-Repubblicano | 4 marzo 1793      | 3 marzo 1795      | 3                                                                                        | 1       | 1793 |
| 3       |         | William Lyman             |         | Democratico-Repubblicano                          | 4 marzo 1795      | 3 marzo 1797      | 4                                                                                        | 1⁄2     | 1794 Perse la rielezione |
| 4       |         | William Shepard           |         | Federalista                                       | 4 marzo 1795      | 3 marzo 1803      | 5 · 6 · 7                                                                                | 3       | 1797 · 1798 · 1800 Non ricandidatosi |
| 5       |         | Jacob Crowninshield       |         | Democratico-Repubblicano                          | 4 marzo 1803      | 15 aprile 1808    | 8 · 9 · 10                                                                               | 2 1⁄2   | 1802 · 1804 · 1806 Deceduto |
| Vacante | Vacante | Vacante                   | Vacante | Vacante                                           | 15 aprile 1808    | 23 maggio 1808    | 10                                                                                       |         | |
| 6       |         | Joseph Story              |         | Democratico-Repubblicano                          | 23 maggio 1808    | 3 marzo 1809      | 10                                                                                       | 1⁄2     | Eletto per terminare il mandato di Crowninshield Non ricandidatosi                                                                            |
| 7       |         | Benjamin Pickman Jr.      |         | Federalista                                       | 4 marzo 1809      | 3 marzo 1811      | 11                                                                                       | 1       | 1808 Non ricandidatosi |
| 8       |         | William Reed              |         | Federalista                                       | 4 marzo 1811      | 3 marzo 1815      | 12 · 13                                                                                  | 2       | 1810 · 1812 Non ricandidatosi |
| 9       |         | Timothy Pickering         |         | Federalista                                       | 4 marzo 1815      | 3 marzo 1817      | 14                                                                                       | 1       | 1814 Perse la rielezione |
| 10      |         | Nathaniel Silsbee         |         | Democratico-Repubblicano                          | 4 marzo 1817      | 3 marzo 1821      | 15 · 16                                                                                  | 2       | 1816 · 1818 Non ricandidatosi |
| 11      |         | Gideon Barstow            |         | Democratico-Repubblicano                          | 4 marzo 1832      | 3 marzo 1823      | 17                                                                                       |         | 1821 Non ricandidatosi |
| 12      |         | Benjamin W. Crowninshield |         | Democratico-Repubblicano poi Anti-Jacksoniano     | 4 marzo 1823      | 3 marzo 1831      | 18 · 19 · 20 · 21                                                                        | 4       | 1823 · 1824 · 1826 · 1828 Perse la rielezione                                                                                                 |
| 13      |         | Rufus Choate              |         | Anti-Jacksoniano                                  | 4 marzo 1831      | 30 giugno 1834    | 22 · 23                                                                                  | 1 1⁄2   | 1830 · 1833 Dimessosi |
| Vacante | Vacante | Vacante                   | Vacante | Vacante                                           | 30 giugno 1834    | 1° dicembre 1834  | 23                                                                                       |         | |
| 14      |         | Stephen C. Phillips       |         | Anti-Jacksoniano poi Whig                         | 1° dicembre 1834  | 28 settembre 1838 | 23 · 24 · 25                                                                             | 1 1⁄2   | Eletto per terminare il mandato di Choate · 1834 · 1836 Dimessosi per divenire sindaco di Salem                                               |
| Vacante | Vacante | Vacante                   | Vacante | Vacante                                           | 28 settembre 1838 | 5 dicembre 1838   | 25                                                                                       |         | |
| 15      |         | Leverett Saltonstall I    |         | Whig                                              | 5 dicembre 1838   | 3 marzo 1843      | 25 · 26 · 27                                                                             | 2 1⁄2   | Eletto per terminare il mandato di Phillips · 1838 · 1840 Perse la rielezione                                                                 |
| 16      |         | Daniel P. King            |         | Whig                                              | 4 marzo 1843      | 25 luglio 1850    | 28 · 29 · 30 · 31                                                                        | 3 1⁄2   | 1843 · 1844 · 1846 · 1848 Deceduto |
| Vacante | Vacante | Vacante                   | Vacante | Vacante                                           | 25 luglio 1850    | 3 marzo 1851      | 31                                                                                       |         | |
| 17      |         | Robert Rantoul Jr.        |         | Democratico                                       | 4 marzo 1851      | 7 agosto 1852     | 32                                                                                       | 1⁄2     | 1850 Deceduto |
| Vacante | Vacante | Vacante                   | Vacante | Vacante                                           | 7 agosto 1852     | 13 dicembre 1852  | 32                                                                                       |         | |
| 18      |         | Francis B. Fay            |         | Whig                                              | 13 dicembre 1852  | 3 marzo 1853      | 32                                                                                       | 1⁄2     | Eletto per terminare il mandato di Rantoul Non ricandidatosi                                                                                  |
| 19      |         | Samuel L. Crocker         |         | Whig                                              | 4 marzo 1853      | 3 marzo 1855      | 33                                                                                       | 1       | 1852 Perse la rielezione |
| 20      |         | James Buffington          |         | Know Nothing poi Repubblicano                     | 4 marzo 1855      | 3 marzo 1863      | 34 · 35 · 36 · 37                                                                        | 4       | 1854 · 1856 · 1858 · 1860 Non ricandidatosi                                                                                                   |
| 21      |         | Oakes Ames                |         | Repubblicano                                      | 4 marzo 1863      | 3 marzo 1873      | 38 · 39 · 40 · 41 · 42                                                                   | 5       | 1862 · 1864 · 1866 · 1868 · 1870 Non ricandidatosi                                                                                            |
| 22      |         | Benjamin W. Harris        |         | Repubblicano                                      | 4 marzo 1873      | 3 marzo 1883      | 43 · 44 · 45 · 46 · 47                                                                   | 5       | 1872 · 1874 · 1876 · 1878 · 1880 Non ricandidatosi                                                                                            |
| 23      |         | John Davis Long           |         | Repubblicano                                      | 4 marzo 1883      | 3 marzo 1889      | 48 · 49 · 50                                                                             | 3       | 1882 · 1884 · 1886 Non ricandidatosi |
| 24      |         | Elijah A. Morse           |         | Repubblicano                                      | 4 marzo 1889      | 3 marzo 1893      | 51 · 52                                                                                  | 2       | 1888 · 1890 Ricandidatosi nel 12° distretto                                                                                                   |
| 25      |         | Frederick H. Gillett      |         | Repubblicano                                      | 4 marzo 1893      | 3 marzo 1825      | 53 · 54 · 55 · 56 · 57 · 58 · 59 · 60 · 61 · 62 · 63 · 64 · 65 · 66 · 67 · 68            | 16      | 1892 · 1894 · 1896 · 1898 · 1900 · 1902 · 1904 · 1906 · 1908 · 1910 · 1912 · 1914 · 1916 · 1918 · 1920 · 1922 Candidatosi al Senato           |
| 26      |         | George B. Churchill       |         | Repubblicano                                      | 4 marzo 1925      | 1° luglio 1925    | 69                                                                                       | 1⁄2     | 1924 Deceduto |
| Vacante | Vacante | Vacante                   | Vacante | Vacante                                           | 1° luglio 1925    | 29 settembre 1925 | 69                                                                                       |         | |
| 27      |         | Henry L. Bowles           |         | Repubblicano                                      | 29 settembre 1925 | 3 marzo 1929      | 69 · 70                                                                                  | 1 1⁄2   | Eletto per terminare il mandato di Churchill · 1926 Non ricandidatosi                                                                         |
| 28      |         | Will Kirk Kaynor          |         | Repubblicano                                      | 4 marzo 1929      | 20 dicembre 1929  | 71                                                                                       | 1⁄2     | 1928 Deceduto |
| Vacante | Vacante | Vacante                   | Vacante | Vacante                                           | 20 dicembre 1929  | 11 febbraio 1930  | 71                                                                                       |         | |
| 29      |         | William J. Granfield      |         | Democratico                                       | 11 febbraio 1930  | 3 gennaio 1937    | 71 · 72 · 73 · 74                                                                        | 3 1⁄2   | Eletto per terminare il mandato di Kaynor · 1930 · 1932 · 1934 Non ricandidatosi                                                              |
| 30      |         | Charles R. Clason         |         | Repubblicano                                      | 3 gennaio 1937    | 3 gennaio 1949    | 75 · 76 · 77 · 78 · 79 · 80                                                              | 6       | 1936 · 1938 · 1940 · 1942 · 1944 · 1946 Perse la rielezione                                                                                   |
| 31      |         | Foster Furcolo            |         | Democratico                                       | 3 gennaio 1949    | 30 settembre 1952 | 81 · 82                                                                                  | 1 1⁄2   | 1948 · 1950 Dimessosi per divenire Tesoriere dello stato                                                                                      |
| Vacante | Vacante | Vacante                   | Vacante | Vacante                                           | 30 settembre 1952 | 3 gennaio 1953    | 82                                                                                       |         | |
| 32      |         | Edward Boland             |         | Democratico                                       | 3 gennaio 1953    | 3 gennaio 1989    | 83 · 84 · 85 · 86 · 87 · 88 · 89 · 90 · 91 · 92 · 93 · 94 · 95 · 96 · 97 · 98 · 99 · 100 | 18      | 1952 · 1954 · 1956 · 1958 · 1960 · 1962 · 1964 · 1966 · 1968 · 1970 · 1972 · 1974 · 1976 · 1978 · 1980 · 1982 · 1984 · 1986 Non ricandidatosi |
| 33      |         | Richard Neal              |         | Democratico                                       | 3 gennaio 1989    | 3 gennaio 2013    | 101 · 102 · 103 · 104 · 105 · 106 · 107 · 108 · 108 · 110 · 111 · 112                    | 12      | 1988 · 1990 · 1992 · 1994 · 1996 · 1998 · 2000 · 2002 · 2004 · 2006 · 2008 · 2010 Ricandidatosi nel 1° distretto                              |
| 34      |         | Jim McGovern              |         | Democratico                                       | 3 gennaio 2013    | in carica         | 113 · 114 · 115 · 116 · 117 · 118 · 119                                                  | 7       | 2012 · 2014 · 2016 · 2018 · 2020 · 2022 · 2024                                                                                                |

### 3º distretto
| N.      | Foto    | Rappresentante             | Partito                       | Carica            | Carica            | Congresso                                                           | Mandati | Elezioni |
| N.      | Foto    | Rappresentante             | Partito                       | Inizio            | Termine           | Congresso                                                           | Mandati | Elezioni |
| ------- | ------- | -------------------------- | ----------------------------- | ----------------- | ----------------- | ------------------------------------------------------------------- | ------- | --- |
| 1       |         | Elbridge Gerry             | Anti-Amministrazione          | 4 marzo 1789      | 3 marzo 1793      | 1 · 2                                                               | 2       | 1788 · 1790 Non ricandidatosi                                                                                                |
| 2       |         | Shearjashub Bourne         | Pro-Amministrazione           | 4 marzo 1793      | 3 marzo 1795      | 3                                                                   | 1       | 1793 |
| 2       |         | Peleg Coffin Jr.           | Pro-Amministrazione           | 4 marzo 1793      | 3 marzo 1795      | 3                                                                   | 1       | 1792 Ricandidatosi nel 5º distretto (non eletto)                                                                             |
| 3       |         | Samuel Lyman               | Federalista                   | 4 marzo 1795      | 6 novembre 1800   | 4 · 5 · 6                                                           | 2 1⁄2   | 1794 · 1796 · 1798 Dimessosi                                                                                                 |
| Vacante | Vacante | Vacante                    | Vacante                       | 6 novembre 1800   | 2 febbraio 1801   | 6                                                                   |         | |
| 4       |         | Ebenezer Mattoon           | Federalista                   | 2 febbraio 1801   | 3 marzo 1803      | 6 · 7                                                               | 1 1⁄2   | Eletto per terminare il mandato di Lyman · 1800 Non ricandidatosi                                                            |
| 5       |         | Manasseh Cutler            | Federalista                   | 4 marzo 1803      | 3 marzo 1805      | 8                                                                   | 1       | 1802 Non ricandidatosi |
| 6       |         | Jeremiah Nelson            | Federalista                   | 4 marzo 1805      | 3 marzo 1807      | 9                                                                   | 1       | 1804 Non ricandidatosi |
| 7       |         | Edward St. Loe Livermore   | Federalista                   | 4 marzo 1807      | 3 marzo 1811      | 10 · 11                                                             | 2       | 1806 · 1808 Non ricandidatosi                                                                                                |
| 8       |         | Leonard White              | Federalista                   | 4 marzo 1811      | 3 marzo 1813      | 12                                                                  | 1       | 1810 Non ricandidatosi |
| 9       |         | Timothy Pickering          | Federalista                   | 4 marzo 1813      | 3 marzo 1815      | 13                                                                  | 1       | 1812 Ricandidatosi nel 2° distretto                                                                                          |
| 10      |         | Jeremiah Nelson            | Federalista                   | 4 marzo 1815      | 3 marzo 1825      | 14 · 15 · 16 · 17 · 18                                              | 5       | 1815 · 1817 · 1818 · 1820 · 1822 Non ricandidatosi                                                                           |
| 11      |         | John Varnum                | Anti-Jacksoniano              | 4 marzo 1825      | 3 marzo 1831      | 19 · 20 · 21                                                        | 3       | 1825 · 1826 · 1828 Non ricandidatosi                                                                                         |
| 12      |         | Jeremiah Nelson            | Anti-Jacksoniano              | 4 marzo 1831      | 3 marzo 1833      | 22                                                                  | 1       | 1832 Non ricandidatosi |
| 13      |         | Gayton P. Osgood           | Jacksoniano                   | 4 marzo 1833      | 3 marzo 1835      | 23                                                                  | 1       | 1833 Non ottenne la ricandidatura                                                                                            |
| 14      |         | Caleb Cushing              | Anti-Jacksoniano poi Whig     | 4 marzo 1835      | 3 marzo 1843      | 24 · 25 · 26 · 27                                                   | 4       | 1834 · 1836 · 1838 · 1840 Non ricandidatosi                                                                                  |
| 15      |         | Amos Abbott                | Whig                          | 4 marzo 1843      | 3 marzo 1849      | 28 · 29 · 30                                                        | 3       | 1842 · 1844 · 1846 Non ricandidatosi                                                                                         |
| 16      |         | James H. Duncan            | Whig                          | 4 marzo 1849      | 3 marzo 1853      | 31 · 32                                                             | 2       | 1848 · 1850 |
| 17      |         | J. Wiley Edmands           | Whig                          | 4 marzo 1853      | 3 marzo 1855      | 33                                                                  | 1       | 1852 Non ricandidatosi |
| 18      |         | William S. Damrell         | Know Nothing poi Repubblicano | 4 marzo 1855      | 3 marzo 1859      | 34 · 35                                                             | 2       | 1854 · 1856 Non ricandidatosi                                                                                                |
| 19      |         | Charles Francis Adams, Sr. | Repubblicano                  | 4 marzo 1859      | 1° maggio 1861    | 36 · 37                                                             | 1 1⁄2   | 1858 · 1860 Divenuto ambasciatore in Inghilterra                                                                             |
| Vacante | Vacante | Vacante                    | Vacante                       | 1° maggio 1861    | 11 giugno 1861    | 37                                                                  |         | |
| 20      |         | Benjamin Thomas            | Union                         | 11 giugno 1861    | 3 marzo 1863      | 37                                                                  | 1⁄2     | Eletto per terminare il mandato di Adams Non ricandidatosi                                                                   |
| 21      |         | Alexander H. Rice          | Repubblicano                  | 4 marzo 1863      | 3 marzo 1867      | 38 · 39                                                             | 2       | 1862 · 1864 Non ricandidatosi                                                                                                |
| 22      |         | Ginery Twichell            | Repubblicano                  | 4 marzo 1867      | 3 marzo 1873      | 40 · 41 · 42                                                        | 3       | 1866 · 1868 · 1870 Non ricandidatosi                                                                                         |
| 23      |         | William Whiting            | Repubblicano                  | 4 marzo 1873      | 29 giugno 1873    | 43                                                                  | 1⁄2     | 1872 Deceduto |
| Vacante | Vacante | Vacante                    | Vacante                       | 29 giugno 1873    | 1° dicembre 1873  | 43                                                                  |         | |
| 24      |         | Henry L. Pierce            | Repubblicano                  | 1° dicembre 1873  | 3 marzo 1877      | 43 · 44                                                             | 1 1⁄2   | Eletto per terminare il mandato di Whiting · 1874 Non ricandidatosi                                                          |
| 25      |         | Walbridge A. Field         | Repubblicano                  | 4 marzo 1877      | 28 marzo 1878     | 45                                                                  | 1⁄2     | 1876 Elezione contestata |
| 26      |         | Benjamin Dean              | Democratico                   | 28 marzo 1878     | 3 marzo 1879      | 45                                                                  | 1⁄2     | Vinse l'elezione contestata Non ricandidatosi                                                                                |
| 27      |         | Walbridge A. Field         | Repubblicano                  | 4 marzo 1879      | 3 marzo 1881      | 46                                                                  | 1       | 1878 Non ricandidatosi |
| 28      |         | Ambrose Ranney             | Repubblicano                  | 4 marzo 1881      | 3 marzo 1887      | 47 · 48 · 49                                                        | 3       | 1880 · 1882 · 1884 Perse la rielezione                                                                                       |
| 29      |         | Leopold Morse              | Democratico                   | 4 marzo 1887      | 3 marzo 1889      | 50                                                                  | 1       | 1886 Non ricandidatosi |
| 30      |         | John F. Andrew             | Democratico                   | 4 marzo 1889      | 3 marzo 1893      | 51 · 52                                                             | 2       | 1888 · 1890 Perse la rielezione                                                                                              |
| 31      |         | Joseph H. Walker           | Repubblicano                  | 4 marzo 1893      | 3 marzo 1889      | 53 · 54 · 55                                                        | 3       | 1892 · 1894 · 1896 Perse la rielezione                                                                                       |
| 32      |         | John F. Andrew             | Democratico                   | 4 marzo 1899      | 3 marzo 1905      | 56 · 57 · 58                                                        | 3       | 1898 · 1900 · 1902 Non ricandidatosi                                                                                         |
| 33      |         | Rockwood Hoar              | Repubblicano                  | 4 marzo 1905      | 1° novembre 1906  | 59                                                                  | 1⁄2     | 1904 Deceduto |
| Vacante | Vacante | Vacante                    | Vacante                       | 1° novembre 1906  | 18 dicembre 1906  | 59                                                                  |         | |
| 34      |         | Charles G. Washburn        | Repubblicano                  | 18 dicembre 1906  | 3 marzo 1911      | 59 · 60 · 61                                                        | 2 1⁄2   | Eletto per terminare il mandato di Hoar · 1906 · 1908 Perse la rielezione                                                    |
| 35      |         | John A. Thayer             | Democratico                   | 4 marzo 1911      | 3 marzo 1913      | 62                                                                  | 1       | 1910 Perse la rielezione |
| 36      |         | William Wilder             | Repubblicano                  | 4 marzo 1913      | 11 settembre 1913 | 63                                                                  | 1⁄2     | 1912 Deceduto |
| Vacante | Vacante | Vacante                    | Vacante                       | 11 settembre 1913 | 4 novembre 1913   | 63                                                                  |         | |
| 37      |         | Calvin Paige               | Repubblicano                  | 4 novembre 1913   | 3 marzo 1925      | 63 · 64 · 65 · 66 · 67 · 68                                         | 5 1⁄2   | Eletto per terminare il mandato di Wilder · 1914 · 1916 · 1918 · 1920 · 1922 Non ricandidatosi                               |
| 38      |         | Frank H. Foss              | Repubblicano                  | 4 marzo 1924      | 3 gennaio 1935    | 69 · 70 · 71 · 72 · 73                                              | 5       | 1924 · 1926 · 1928 · 1930 · 1932 Perse la rielezione                                                                         |
| 39      |         | Joseph E. Casey            | Democratico                   | 3 gennaio 1935    | 3 gennaio 1943    | 74 · 75 · 76 · 77                                                   | 4       | 1934 · 1936 · 1938 · 1940 Candidatosi al Senato                                                                              |
| 40      |         | Philip J. Philbin          | Democratico                   | 3 gennaio 1943    | 3 gennaio 1971    | 78 · 79 · 80 · 81 · 82 · 83 · 84 · 85 · 86 · 87 · 88 · 89 · 90 · 91 | 14      | 1942 · 1944 · 1946 · 1948 · 1950 · 1952 · 1954 · 1956 · 1958 · 1960 · 1962 · 1964 · 1966 · 1968 Non ottenne la ricandidatura |
| 41      |         | Robert Drinan              | Democratico                   | 3 gennaio 1971    | 3 gennaio 1973    | 92                                                                  | 1       | 1970 Ricandidatosi nel 4° distretto                                                                                          |
| 42      |         | Harold Donohue             | Democratico                   | 3 gennaio 1973    | 31 dicembre 1974  | 93                                                                  | 1       | 1972 Non ricandidatosi |
| Vacante | Vacante | Vacante                    | Vacante                       | 31 dicembre 1974  | 3 gennaio 1975    | 93                                                                  |         | |
| 43      |         | Joseph D. Early            | Democratico                   | 3 gennaio 1975    | 3 gennaio 1993    | 94 · 95 · 96 · 97 · 98 · 99 · 100 · 101 · 102                       | 9       | 1974 · 1976 · 1978 · 1980 · 1982 · 1984 · 1986 · 1988 · 1990 Perse la rielezione                                             |
| 44      |         | Peter Blute                | Repubblicano                  | 3 gennaio 1993    | 3 gennaio 1937    | 103 · 104                                                           | 2       | 1992 · 1994 Perse la rielezione                                                                                              |
| 45      |         | Jim McGovern               | Democratico                   | 3 gennaio 1997    | 3 gennaio 2013    | 105 · 106 · 107 · 108 · 108 · 110 · 111 · 112                       | 8       | 1996 · 1998 · 2000 · 2002 · 2004 · 2006 · 2008 · 2010 Ricandidatosi nel 2° distretto                                         |
| 46      |         | Niki Tsongas               | Democratico                   | 3 gennaio 2013    | 3 gennaio 2019    | 113 · 114 · 115                                                     | 3       | 2012 · 2014 · 2016 Non ricandidatasi                                                                                         |
| 47      |         | Lori Trahan                | Democratico                   | 3 gennaio 2019    | in carica         | 116 · 117 · 118 · 119                                               | 4       | 2018 · 2020 · 2022 · 2024 |

### 4º distretto
| N.      | Foto    | Rappresentante        | Partito                       | Carica            | Carica            | Congresso                                                                                  | Mandati                                  | Elezioni |
| N.      | Foto    | Rappresentante        | Partito                       | Inizio            | Termine           | Congresso                                                                                  | Mandati                                  | Elezioni |
| ------- | ------- | --------------------- | ----------------------------- | ----------------- | ----------------- | ------------------------------------------------------------------------------------------ | ---------------------------------------- | --- |
| 1       |         | Theodore Sedgwick     | Pro-Amministrazione           | 4 marzo 1789      | 3 marzo 1793      | 1 · 2                                                                                      | 2                                        | 1789 · 1790 Ricandidatosi nel 2º distretto                                                                                      |
| 2       |         | Henry Dearborn        | Anti-Amministrazione          | 4 marzo 1793      | 3 marzo 1795      | 3                                                                                          | 1                                        | 1792 Ricandidatosi nel 12º distretto                                                                                            |
| 2       |         | Peleg Wadsworth       | Pro-Amministrazione           | 4 marzo 1793      | 3 marzo 1795      | 3                                                                                          | 1                                        | 1792 Ricandidatosi nel 13º distretto                                                                                            |
| 2       |         | George Thatcher       | Pro-Amministrazione           | 4 marzo 1793      | 3 marzo 1795      | 3                                                                                          | 1                                        | 1792 Ricandidatosi nel 14º distretto                                                                                            |
| 3       |         | Dwight Foster         | Federalista                   | 4 marzo 1795      | 6 giugno 1800     | 4 · 5 · 6                                                                                  | 2 1⁄2                                    | 1794 · 1796 · 1798 Eletto senatore                                                                                              |
| Vacante | Vacante | Vacante               | Vacante                       | 6 giugno 1800     | 15 dicembre 1800  | 6                                                                                          |                                          | |
| 4       |         | Levi Lincoln Sr.      | Democratico-Repubblicano      | 15 dicembre 1800  | 5 marzo 1801      | 6 · 7                                                                                      | 1⁄2                                      | Eletto per terminare il mandato di Foster Dimessosi per divenire Procuratore generale                                           |
| Vacante | Vacante | Vacante               | Vacante                       | 5 marzo 1801      | 24 agosto 1801    | 7                                                                                          |                                          | |
| 5       |         | Seth Hastings         | Federalista                   | 24 agosto 1801    | 3 marzo 1803      | 7                                                                                          | 1⁄2                                      | Eletto per terminare il mandato di Lincoln Ricandidatosi nel 10º distretto                                                      |
| 6       |         | Joseph Bradley Varnum | Democratico-Repubblicano      | 4 marzo 1803      | 29 giugno 1811    | 8 · 9 · 10 · 11 · 12                                                                       | 4 1⁄2                                    | 1802 · 1804 · 1806 · 1808 · 1810 Candidatosi al Senato                                                                          |
| Vacante | Vacante | Vacante               | Vacante                       | 29 giugno 1811    | 4 novembre 1811   | 12                                                                                         |                                          | |
| 7       |         | William M. Richardson | Democratico-Repubblicano      | 4 novembre 1811   | 18 aprile 1814    | 12 · 13                                                                                    | 1 1⁄2                                    | Eletto per terminare il mandato di Varnum · 1812 Dimessosi per divenire Procuratore                                             |
| Vacante | Vacante | Vacante               | Vacante                       | 18 aprile 1814    | 22 settembre 1814 | 13                                                                                         |                                          | |
| 8       |         | Samuel Dana           | Democratico-Repubblicano      | 22 settembre 1814 | 3 marzo 1815      | 13                                                                                         | 1⁄2                                      | Eletto per terminare il mandato di Richardson Perse la rielezione                                                               |
| 9       |         | Asahel Stearns        | Federalista                   | 4 marzo 1815      | 3 marzo 1817      | 14                                                                                         | 1                                        | 1814 Non ricandidatosi |
| 10      |         | Timothy Fuller        | Democratico-Repubblicano      | 4 marzo 1817      | 3 marzo 1825      | 15 · 16 · 17 · 18                                                                          | 4                                        | 1816 · 1818 · 1820 · 1822 |
| 11      |         | Edward Everett        | Anti-Jacksoniano              | 4 marzo 1825      | 3 marzo 1835      | 19 · 20 · 21 · 22 · 23                                                                     | 5                                        | 1824 · 1826 · 1828 · 1830 · 1833                                                                                                |
| 12      |         | Samuel Hoar           | Anti-Jacksoniano              | 4 marzo 1835      | 3 marzo 1837      | 24                                                                                         | 1                                        | 1834 Perse la rielezione |
| 13      |         | William Parmenter     | Democratico                   | 4 marzo 1837      | 3 marzo 1845      | 25 · 26 · 27 · 28                                                                          | 4                                        | 1836 · 1838 · 1840 · 1842 Perse la rielezione                                                                                   |
| 14      |         | Benjamin Thompson     | Whig                          | 4 marzo 1845      | 3 marzo 1847      | 29                                                                                         | 1                                        | 1844 Non ricandidatosi |
| 15      |         | John G. Palfrey       | Whig                          | 4 marzo 1847      | 3 marzo 1849      | 30                                                                                         | 1                                        | 1846 Perse la rielezione |
| Vacante | Vacante | Vacante               | Vacante                       | 4 marzo 1849      | 3 marzo 1851      | 31                                                                                         | Nessun candidato riuscì ad essere eletto | Nessun candidato riuscì ad essere eletto                                                                                        |
| 16      |         | Benjamin Thompson     | Whig                          | 4 marzo 1851      | 24 settembre 1852 | 32                                                                                         | 1⁄2                                      | 1850 Deceduto |
| Vacante | Vacante | Vacante               | Vacante                       | 25 settembre 1852 | 12 dicembre 1852  | 32                                                                                         |                                          | |
| 17      |         | Lorenzo Sabine        | Whig                          | 13 dicembre 1852  | 3 marzo 1853      | 32                                                                                         | 1⁄2                                      | Eletto per terminare il mandato di Thompson Non ricandidatosi                                                                   |
| 18      |         | Samuel H. Walley      | Whig                          | 4 marzo 1853      | 3 marzo 1855      | 33                                                                                         | 1                                        | 1852 Perse la rielezione |
| 19      |         | Linus B. Comins       | Know Nothing poi Repubblicano | 4 marzo 1855      | 3 marzo 1859      | 34 · 35                                                                                    | 2                                        | 1854 · 1856 |
| 20      |         | Alexander H. Rice     | Repubblicano                  | 4 marzo 1859      | 3 marzo 1863      | 36 · 37                                                                                    | 2                                        | 1858 · 1860 Ricandidatosi nel 3º distretto                                                                                      |
| 21      |         | Samuel Hooper         | Repubblicano                  | 4 marzo 1863      | 14 febbraio 1875  | 38 · 39 · 40 · 41 · 42 · 43                                                                | 6                                        | 1862 · 1864 · 1866 1868 · 1870 · 1872 Non ricandidatosi, deceduto                                                               |
| Vacante | Vacante | Vacante               | Vacante                       | 15 febbraio 1875  | 3 marzo 1875      | 43                                                                                         |                                          | |
| 22      |         | Rufus S. Frost        | Repubblicano                  | 4 marzo 1875      | 28 luglio 1876    | 44                                                                                         | 1⁄2                                      | 1874 Elezione contestata dal successore                                                                                         |
| 23      |         | Josiah G. Abbott      | Democratico                   | 28 luglio 1876    | 3 marzo 1877      | 44                                                                                         | 1⁄2                                      | Vinse l'elezione contestata Perse la rielezione                                                                                 |
| 24      |         | Leopold Morse         | Democratico                   | 4 marzo 1877      | 3 marzo 1883      | 45 · 46 · 47                                                                               | 3                                        | 1876 · 1878 · 1880 Ricandidatosi nel 5º distretto                                                                               |
| 25      |         | Patrick A. Collins    | Democratico                   | 4 marzo 1883      | 3 marzo 1889      | 48 · 49 · 50                                                                               | 3                                        | 1882 · 1884 · 1886 Non ricandidatosi                                                                                            |
| 26      |         | Joseph H. O'Neil      | Democratico                   | 4 marzo 1889      | 3 marzo 1893      | 51 · 52                                                                                    | 2                                        | 1888 · 1890 Ricandidatosi nel 9º distretto                                                                                      |
| 27      |         | Lewis D. Apsley       | Repubblicano                  | 4 marzo 1893      | 3 marzo 1897      | 53 · 54                                                                                    | 2                                        | 1892 · 1894 Non ricandidatosi                                                                                                   |
| 28      |         | George W. Weymouth    | Repubblicano                  | 4 marzo 1897      | 3 marzo 1901      | 55 · 56                                                                                    | 2                                        | 1896 · 1898 Non ricandidatosi                                                                                                   |
| 29      |         | Charles Q. Tirrell    | Repubblicano                  | 4 marzo 1901      | 31 luglio 1910    | 57 · 58 · 59 · 60 · 61                                                                     | 4 1⁄2                                    | 1900 · 1902 · 1904 · 1906 · 1908 Deceduto                                                                                       |
| Vacante | Vacante | Vacante               | Vacante                       | 1 agosto 1910     | 7 novembre 1910   | 61                                                                                         |                                          | |
| 30      |         | John Joseph Mitchell  | Democratico                   | 8 novembre 1910   | 3 marzo 1911      | 61                                                                                         | 1⁄2                                      | Eletto per terminare il mandato di Tirrell Perse la rielezione                                                                  |
| 31      |         | William H. Wilder     | Repubblicano                  | 4 marzo 1911      | 3 marzo 1913      | 62                                                                                         | 1                                        | 1910 Ricandidatosi nel 3º distretto                                                                                             |
| 32      |         | Samuel Winslow        | Repubblicano                  | 4 marzo 1913      | 3 marzo 1925      | 63 · 64 · 65 · 66 · 67 · 68                                                                | 6                                        | 1912 · 1914 · 1916 · 1918 · 1920 · 1922 Non ricandidatosi                                                                       |
| 33      |         | George R. Stobbs      | Repubblicano                  | 4 marzo 1925      | 3 marzo 1931      | 69 · 70 · 71                                                                               | 3                                        | 1924 · 1926 · 1928 Non ricandidatosi                                                                                            |
| 34      |         | Pehr G. Holmes        | Repubblicano                  | 4 marzo 1931      | 3 gennaio 1947    | 72 · 73 · 74 · 75 · 76 · 77 · 78 · 79                                                      | 8                                        | 1930 · 1932 · 1934 · 1936 · 1938 · 1940 · 1942 · 1944 Perse la rielezione                                                       |
| 35      |         | Harold Donohue        | Democratico                   | 3 gennaio 1947    | 3 gennaio 1973    | 80 · 81 · 82 · 83 · 84 · 85 · 86 · 87 · 88 · 89 · 90 · 91 · 92                             | 13                                       | 1946 · 1948 · 1950 · 1952 · 1954 · 1956 · 1958 · 1960 · 1962 · 1964 · 1966 · 1968 · 1970 Ricandidatosi nel 3º distretto         |
| 36      |         | Robert Drinan         | Democratico                   | 3 gennaio 1973    | 3 gennaio 1981    | 93 · 94 · 95 · 96                                                                          | 4                                        | 1972 · 1974 · 1976 · 1978 Non ricandidatosi                                                                                     |
| 37      |         | Barney Frank          | Democratico                   | 3 gennaio 1981    | 3 gennaio 2013    | 97 · 98 · 99 · 100 · 101 · 102 · 103 · 104 · 105 · 106 · 107 · 108 · 108 · 110 · 111 · 112 | 16                                       | 1980 · 1982 · 1984 · 1986 · 1988 · 1990 · 1992 · 1994 · 1996 · 1998 · 2000 · 2002 · 2004 · 2006 · 2008 · 2010 Non ricandidatosi |
| 38      |         | Joseph P. Kennedy III | Democratico                   | 3 gennaio 2013    | 3 gennaio 2021    | 113 · 114 · 115 · 116                                                                      | 4                                        | 2012 · 2014 · 2016 · 2018 Candidatosi al Senato                                                                                 |
| 39      |         | Jake Auchincloss      | Democratico                   | 3 gennaio 2021    | in carica         | 117 · 118 · 119                                                                            | 3                                        | 2020 · 2022 · 2024 |

### 5º distretto
| N.                 | Foto               | Rappresentante        | Partito                       | Carica            | Carica            | Congresso                                                                               | Mandati | Elezioni |
| N.                 | Foto               | Rappresentante        | Partito                       | Inizio            | Termine           | Congresso                                                                               | Mandati | Elezioni |
| ------------------ | ------------------ | --------------------- | ----------------------------- | ----------------- | ----------------- | --------------------------------------------------------------------------------------- | ------- | --- |
| 1                  |                    | George Partridge      | Pro-Amministrazione           | 4 marzo 1789      | 14 agosto 1790    | 1                                                                                       | 1⁄2     | 1788 Dimessosi |
| Vacante            | Vacante            | Vacante               | Vacante                       | 14 agosto 1790    | 3 marzo 1791      | 1                                                                                       |         | |
| 2                  |                    | Shearjashub Bourne    | Pro-Amministrazione           | 4 marzo 1791      | 3 marzo 1793      | 2                                                                                       | 1       | 1790 Ricandidatosi nel 3º distretto |
| Distretto inattivo | Distretto inattivo | Distretto inattivo    | Distretto inattivo            | 4 marzo 1793      | 3 marzo 1795      | 3                                                                                       |         | |
| 3                  |                    | Nathaniel Freeman Jr. | Democratico-Repubblicano      | 4 marzo 1795      | 3 marzo 1799      | 4 · 5                                                                                   | 2       | 1794 · 1796 Non ricandidatosi |
| 4                  |                    | Lemuel Williams       | Federalista                   | 4 marzo 1799      | 3 marzo 1803      | 6 · 7                                                                                   | 2       | 1799 · 1800 Ricandidatosi nell'8° distretto |
| 5                  |                    | Thomas Dwight         | Federalista                   | 4 marzo 1803      | 3 marzo 1805      | 8                                                                                       | 1       | 1802 Non ricandidatosi |
| 6                  |                    | William Ely           | Federalista                   | 4 marzo 1805      | 3 marzo 1815      | 9 · 10 · 11 · 12 · 13                                                                   | 5       | 1804 · 1806 · 1808 · 1810 · 1812 Non ricandidatosi |
| 7                  |                    | Elijah H. Mills       | Federalista                   | 4 marzo 1815      | 3 marzo 1819      | 14 · 15                                                                                 | 2       | 1814 · 1816 Perse la rielezione |
| 8                  |                    | Samuel Lathrop        | Federalista                   | 4 marzo 1819      | 3 marzo 1823      | 16 · 17                                                                                 | 2       | 1819 · 1820 Ricandidatosi nell'8° distretto |
| 9                  |                    | Jonas Sibley          | Democratico-Repubblicano      | 4 marzo 1823      | 3 marzo 1825      | 18                                                                                      | 1       | 1823 Perse la rielezione |
| 10                 |                    | John Davis            | Anti-Jacksoniano              | 4 marzo 1825      | 14 gennaio 1834   | 19 · 20 · 21 · 22 · 23                                                                  | 4 1⁄2   | 1825 · 1826 · 1828 · 1830 · 1833 Divenuto Governatore |
| Vacante            | Vacante            | Vacante               | Vacante                       | 14 gennaio 1834   | 17 febbraio 1834  | 23                                                                                      |         | |
| 11                 |                    | Levi Lincoln Jr.      | Anti-Jacksoniano poi Whig     | 17 febbraio 1834  | 16 marzo 1841     | 23 · 24 · 25 · 26                                                                       | 2 1⁄2   | Eletto per terminare il mandato di Davis · 1834 · 1836 · 1838 · 1840 Divenuto esattore al Porto di Boston                                                                  |
| Vacante            | Vacante            | Vacante               | Vacante                       | 16 marzo 1841     | 3 maggio 1841     | 26                                                                                      |         | |
| 12                 |                    | Charles Hudson        | Whig                          | 2 maggio 1841     | 3 marzo 1849      | 27 · 28 · 29 · 30                                                                       | 3 1⁄2   | Eletto per terminare il mandato di Lincoln · 1843 · 1844 · 1846 Perse la rielezione                                                                                        |
| 13                 |                    | Charles Allen         | Free Soil                     | 4 marzo 1849      | 3 marzo 1853      | 31 · 32                                                                                 | 2       | 1849 · 1851 Non ricandidatosi |
| 14                 |                    | William Appleton      | Whig                          | 4 marzo 1853      | 3 marzo 1855      | 33                                                                                      | 1       | 1852 Perse la rielezione |
| 15                 |                    | Anson Burlingame      | Know Nothing poi Repubblicano | 4 marzo 1855      | 3 marzo 1861      | 34 · 35 · 36                                                                            | 3       | 1854 · 1856 · 1858 Perse la rielezione |
| 16                 |                    | William Appleton      | Unionista Costituzionale      | 4 marzo 1861      | 27 settembre 1861 | 37                                                                                      | 1⁄2     | 1860 Dimessosi |
| Vacante            | Vacante            | Vacante               | Vacante                       | 27 settembre 1861 | 2 dicembre 1861   | 37                                                                                      |         | |
| 17                 |                    | Samuel Hooper         | Repubblicano                  | 2 dicembre 1861   | 3 marzo 1863      | 37                                                                                      | 1⁄2     | Eletto per terminare il mandato di Appleton Ricandidatosi nel 4° distretto                                                                                                 |
| 18                 |                    | John B. Alley         | Repubblicano                  | 4 marzo 1863      | 3 marzo 1867      | 38 · 39                                                                                 | 2       | 1862 · 1964 |
| 19                 |                    | Benjamin Butler       | Repubblicano                  | 4 marzo 1867      | 3 marzo 1873      | 40 · 41 · 42                                                                            | 3       | 1866 · 1868 · 1870 Ricandidatosi nel 6° distretto |
| 20                 |                    | Daniel W. Gooch       | Repubblicano                  | 4 marzo 1873      | 3 marzo 1875      | 43                                                                                      | 1       | 1872 Perse la rielezione |
| 21                 |                    | Nathaniel Banks       | Indipendente poi Repubblicano | 4 marzo 1875      | 3 marzo 1879      | 44 · 45                                                                                 | 2       | 1874 · 1876 Non ottenne la ricandidatura |
| 22                 |                    | Selwyn Z. Bowman      | Repubblicano                  | 4 marzo 1879      | 3 marzo 1883      | 46 · 47                                                                                 | 2       | 1878 · 1880 Perse la rielezione |
| 23                 |                    | Leopold Morse         | Democratico                   | 4 marzo 1883      | 3 marzo 1885      | 48                                                                                      | 1       | 1882 Non ricandidatosi |
| 24                 |                    | Edward D. Hayden      | Repubblicano                  | 4 marzo 1885      | 3 marzo 1889      | 49 · 50                                                                                 | 2       | 1884 · 1886 Non ricandidatosi |
| 25                 |                    | Nathaniel Banks       | Repubblicano                  | 4 marzo 1889      | 3 marzo 1891      | 51                                                                                      | 1       | 1888 Non ricandidatosi |
| 26                 |                    | Sherman Hoar          | Democratico                   | 4 marzo 1891      | 3 marzo 1893      | 52                                                                                      | 1       | 1890 Non ricandidatosi |
| 27                 |                    | Moses T. Stevens      | Democratico                   | 4 marzo 1893      | 3 marzo 1895      | 53                                                                                      | 1       | 1892 |
| 28                 |                    | William S. Knox       | Repubblicano                  | 4 marzo 1895      | 3 marzo 1903      | 54 · 55 · 56 · 57                                                                       | 4       | 1894 · 1896 · 1898 · 1900 Non ricandidatosi |
| 29                 |                    | Butler Ames           | Repubblicano                  | 4 marzo 1903      | 3 marzo 1913      | 58 · 59 · 60 · 61 · 62                                                                  | 5       | 1902 · 1904 · 1906 · 1908 · 1910 Non ricandidatosi |
| 30                 |                    | John Jacob Rogers     | Repubblicano                  | 4 marzo 1913      | 28 marzo 1925     | 63 · 64 · 65 · 66 · 67 · 68 · 69                                                        | 6 1⁄2   | 1912 · 1914 · 1916 · 1918 · 1920 · 1922 · 1924 Deceduto |
| Vacante            | Vacante            | Vacante               | Vacante                       | 28 marzo 1925     | 30 giugno 1925    | 69                                                                                      |         | |
| 31                 |                    | Edith Nourse Rogers   | Repubblicano                  | 30 giugno 1925    | 10 settembre 1960 | 69 · 70 · 71 · 72 · 73 · 74 · 75 · 76 · 77 · 78 · 79 · 80 · 81 · 82 · 83 · 84 · 85 · 86 | 16 1⁄2  | Eletta per terminare il mandato del marito · 1926 · 1928 · 1930 · 1932 · 1934 · 1936 · 1938 · 1940 · 1942 · 1944 · 1946 · 1948 · 1950 · 1952 · 1954 · 1956 · 1958 Deceduta |
| Vacante            | Vacante            | Vacante               | Vacante                       | 10 settembre 1960 | 3 gennaio 1961    | 86                                                                                      |         | |
| 32                 |                    | F. Bradford Morse     | Repubblicano                  | 3 gennaio 1961    | 1° maggio 1972    | 87 · 88 · 89 · 90 · 91 · 92                                                             | 5 1⁄2   | 1960 · 1962 · 1964 · 1966 · 1968 · 1970 Divenuto sottosegretario per l'ONU                                                                                                 |
| Vacante            | Vacante            | Vacante               | Vacante                       | 1° maggio 1972    | 3 gennaio 1973    | 92                                                                                      |         | |
| 33                 |                    | Paul W. Cronin        | Repubblicano                  | 3 gennaio 1973    | 3 gennaio 1975    | 93                                                                                      | 1       | 1972 Perse la rielezione |
| 34                 |                    | Paul Tsongas          | Democratico                   | 3 gennaio 1975    | 3 gennaio 1979    | 94 · 95                                                                                 | 2       | 1974 · 1976 Candidatosi al Senato |
| 35                 |                    | James Shannon         | Democratico                   | 3 gennaio 1979    | 3 gennaio 1985    | 96 · 97 · 98                                                                            | 3       | 1978 · 1980 · 1982 Candidatosi al Senato |
| 36                 |                    | Chester G. Atkins     | Democratico                   | 3 gennaio 1985    | 3 gennaio 1993    | 99 · 100 · 101 · 102                                                                    | 4       | 1984 · 1986 · 1988 · 1990 Non ottenne la ricandidatura |
| 37                 |                    | Marty Meehan          | Democratico                   | 3 gennaio 1993    | 1° luglio 2007    | 103 · 104 · 105 · 106 · 107 · 108 · 108 · 110                                           | 7 1⁄2   | 1992 · 1994 · 1996 · 1998 · 2000 · 2002 · 2004 · 2006 Divenuto rettore dell'Università di Massachusetts Lowell                                                             |
| Vacante            | Vacante            | Vacante               | Vacante                       | 1° luglio 2007    | 16 ottobre 2007   | 110                                                                                     |         | |
| 38                 |                    | Niki Tsongas          | Democratico                   | 16 ottobre 2007   | 3 gennaio 2013    | 110 · 111 · 112                                                                         | 2 1⁄2   | Eletta per terminare il mandato di Meehan · 2008 · 2010 Ricandidatasi nel 3° distretto                                                                                     |
| 39                 |                    | Ed Markey             | Democratico                   | 3 gennaio 2013    | 15 luglio 2013    | 113                                                                                     | 1⁄2     | 2012 Eletto al Senato |
| Vacante            | Vacante            | Vacante               | Vacante                       | 15 luglio 2013    | 10 dicembre 2013  | 113                                                                                     |         | |
| 40                 |                    | Katherine Clark       | Democratico                   | 10 dicembre 2013  | in carica         | 113 · 114 · 115 · 116 · 117 · 118 · 119                                                 | 6 1⁄2   | Eletta per terminare il mandato di Markey · 2014 · 2016 · 2018 · 2020 · 2022 · 2024                                                                                        |

### 6º distretto
| N.                 | Foto               | Senatore                 | Partito            | Partito                                       | Carica            | Carica            | Congresso                                            | Mandati | Elezioni |
| N.                 | Foto               | Senatore                 | Partito            | Partito                                       | Inizio            | Termine           | Congresso                                            | Mandati | Elezioni |
| ------------------ | ------------------ | ------------------------ | ------------------ | --------------------------------------------- | ----------------- | ----------------- | ---------------------------------------------------- | ------- | --- |
| 1                  |                    | George Thatcher          |                    | Pro-Amministrazione                           | 4 marzo 1789      | 3 marzo 1791      | 1                                                    | 1       | 1788 Ricandidatosi nell'8° distretto                                                                                      |
| 2                  |                    | George Leonard           |                    | Pro-Amministrazione                           | 4 marzo 1791      | 3 marzo 1793      | 2                                                    | 1       | 1792 Perse la rielezione                                                                                                  |
| Distretto inattivo | Distretto inattivo | Distretto inattivo       | Distretto inattivo | Distretto inattivo                            | 4 marzo 1793      | 3 marzo 1795      | 3                                                    |         | |
| 3                  |                    | John Reed Sr.            |                    | Federalista                                   | 4 marzo 1795      | 3 marzo 1801      | 4 · 5 · 6                                            | 3       | 1794 · 1796 · 1798 Non ricandidatosi                                                                                      |
| 4                  |                    | Josiah Smith             |                    | Democratico-Repubblicano                      | 4 marzo 1801      | 3 marzo 1803      | 7                                                    | 1       | 1800 Non ricandidatosi |
| 5                  |                    | Samuel Taggart           |                    | Federalista                                   | 4 marzo 1803      | 3 marzo 1817      | 8 · 9 · 10 · 11 · 12 · 13 · 14                       | 7       | 1802 · 1804 · 1806 · 1808 · 1810 · 1812 · 1814 Non ricandidatosi                                                          |
| 6                  |                    | Samuel Clesson Allen     |                    | Federalista                                   | 4 marzo 1817      | 3 marzo 1823      | 15 · 16 · 17                                         | 3       | 1816 · 1818 · 1820 Ricandidatosi nel 7° distretto                                                                         |
| 7                  |                    | John Locke               |                    | Democratico-Repubblicano poi Anti-Jacksoniano | 4 marzo 1823      | 3 marzo 1829      | 18 · 19 · 20                                         | 3       | 1823 · 1824 · 1826 Non ricandidatosi                                                                                      |
| 8                  |                    | Joseph G. Kendall        |                    | Anti-Jacksoniano                              | 4 marzo 1829      | 3 marzo 1833      | 21 · 22                                              | 2       | 1828 · 1830 Non ricandidatosi                                                                                             |
| 9                  |                    | George Grennell Jr.      |                    | Anti-Jacksoniano poi Whig                     | 4 marzo 1833      | 3 marzo 1839      | 23 · 24 · 25                                         | 3       | 1833 · 1834 · 1836 Non ricandidatosi                                                                                      |
| 10                 |                    | James Alvord             |                    | Whig                                          | 4 marzo 1839      | 27 settmebre 1839 | 26                                                   | 1⁄2     | 1838 Deceduto |
| Vacante            | Vacante            | Vacante                  | Vacante            | Vacante                                       | 27 settmebre 1839 | 13 gennaio 1840   | 26                                                   |         | |
| 11                 |                    | Osmyn Baker              |                    | Whig                                          | 14 gennaio 1840   | 3 marzo 1845      | 26 · 27 · 28                                         | 2 1⁄2   | Eletto per terminare il mandato di Alvord · 1840 · 1842 Non ricandidatosi                                                 |
| 12                 |                    | George Ashmun            |                    | Whig                                          | 4 marzo 1845      | 3 marzo 1851      | 29 · 30 · 31                                         | 3       | 1844 · 1846 · 1848 Non ricandidatosi                                                                                      |
| 13                 |                    | George T. Davis          |                    | Whig                                          | 4 marzo 1851      | 3 marzo 1853      | 32                                                   | 1       | 1850 Non ricandidatosi |
| 14                 |                    | Charles W. Upham         |                    | Whig                                          | 4 marzo 1853      | 3 marzo 1855      | 33                                                   | 1       | 1852 Perse la rielezione                                                                                                  |
| 15                 |                    | Timothy Davis            |                    | Know Nothing poi Repubblicano                 | 4 marzo 1855      | 3 marzo 1859      | 34 · 35                                              | 2       | 1854 · 1856 |
| 16                 |                    | John B. Alley            |                    | Repubblicano                                  | 4 marzo 1859      | 3 marzo 1853      | 36 · 37                                              | 2       | 1858 · 1860 Ricandidatosi nel 5° distretto                                                                                |
| 17                 |                    | Daniel W. Gooch          |                    | Repubblicano                                  | 4 marzo 1863      | 1° settembre 1865 | 38 · 39                                              | 1 1⁄2   | 1862 · 1864 Dimessosi per divenire agente navale al porto di Boston                                                       |
| Vacante            | Vacante            | Vacante                  | Vacante            | Vacante                                       | 1° settembre 1865 | 3 dicembre 1865   | 39                                                   |         | |
| 18                 |                    | Nathaniel Banks          |                    | Repubblicano poi Repubblicano Liberale        | 4 dicembre 1865   | 3 marzo 1873      | 39 · 40 · 41 · 42                                    | 3 1⁄2   | Eletto per terminare il mandato di Gooch · 1866 · 1868 · 1870 Ricandidatosi nel 5° distretto (non rieletto)               |
| 19                 |                    | Benjamin Butler          |                    | Repubblicano                                  | 4 marzo 1873      | 3 marzo 1875      | 43                                                   | 1       | 1872 Perse la rielezione                                                                                                  |
| 20                 |                    | Charles Perkins Thompson |                    | Democratico                                   | 4 marzo 1875      | 3 marzo 1877      | 44                                                   | 1       | 1874 Perse la rielezione                                                                                                  |
| 21                 |                    | George B. Loring         |                    | Repubblicano                                  | 4 marzo 1877      | 3 marzo 1881      | 45 · 46                                              | 2       | 1876 · 1878 Non ottenne la ricandidatura                                                                                  |
| 22                 |                    | Eben F. Stone            |                    | Repubblicano                                  | 4 marzo 1881      | 3 marzo 1883      | 47                                                   | 1       | 1882 Non ricandidatosi |
| 23                 |                    | Henry B. Lovering        |                    | Democratico                                   | 4 marzo 1883      | 3 marzo 1887      | 48 · 49                                              | 2       | 1882 · 1884 Perse la rielezione                                                                                           |
| 24                 |                    | Henry Cabot Lodge        |                    | Repubblicano                                  | 4 marzo 1887      | 3 marzo 1893      | 50 · 51 · 52                                         | 3       | 1886 · 1888 · 1890 Ricandidatosi nel 7° distretto                                                                         |
| 25                 |                    | William Cogswell         |                    | Democratico                                   | 4 marzo 1893      | 22 maggio 1895    | 53 · 54                                              | 1 1⁄2   | 1892 · 1894 Deceduto |
| Vacante            | Vacante            | Vacante                  | Vacante            | Vacante                                       | 22 maggio 1895    | 4 novembre 1895   | 54                                                   |         | |
| 26                 |                    | William Henry Moody      |                    | Repubblicano                                  | 4 novembre 1895   | 1° maggio 1902    | 54 · 55 · 56 · 57                                    | 3 1⁄2   | Eletto per terminare il mandato di Cogswell · 1896 · 1899 · 1900 Divenuto Segretario alla Marina                          |
| Vacante            | Vacante            | Vacante                  | Vacante            | Vacante                                       | 1° maggio 1902    | 3 novembre 1902   | 57                                                   |         | |
| 27                 |                    | Augustus P. Gardner      |                    | Repubblicano                                  | 3 novembre 1902   | 15 maggio 1917    | 57 · 58 · 59 · 60 · 61 · 62 · 63 · 64 · 65           | 7 1⁄2   | Eletto per terminare il mandato di Moody · 1902 · 1904 · 1906 · 1908 · 1910 · 1912 · 1914 · 1916 Dimessosi per arruolarsi |
| Vacante            | Vacante            | Vacante                  | Vacante            | Vacante                                       | 15 maggio 1917    | 6 novembre 1917   | 65                                                   |         | |
| 28                 |                    | Willfred W. Lufkin       |                    | Repubblicano                                  | 6 novembre 1917   | 30 giugno 1921    | 65 · 66 · 67                                         | 2 1⁄2   | Eletto per terminare il mandato di Gardner · 1918 · 1920 Dimessosi per divenire esattore al porto di Boston               |
| Vacante            | Vacante            | Vacante                  | Vacante            | Vacante                                       | 30 giugno 1921    | 27 settembre 1921 | 67                                                   |         | |
| 29                 |                    | Abram Andrew             |                    | Repubblicano                                  | 27 settembre 1921 | 3 giugno 1936     | 67 · 68 · 69 · 70 · 71 · 72 · 73 · 74                | 7 1⁄2   | Eletto per terminare il mandaato di Lufkin · 1922 · 1928 · 1924 · 1928 · 1930 · 1932 · 1934 Deceduto                      |
| Vacante            | Vacante            | Vacante                  | Vacante            | Vacante                                       | 3 giugno 1936     | 3 gennaio 1937    | 74                                                   |         | |
| 30                 |                    | George J. Bates          |                    | Repubblicano                                  | 3 gennaio 1937    | 1° novembre 1949  | 75 · 76 · 77 · 78 · 79 · 80 · 81                     | 6 1⁄2   | 1936 · 1938 · 1940 · 1942 · 1944 · 1946 · 1948 Deceduto                                                                   |
| Vacante            | Vacante            | Vacante                  | Vacante            | Vacante                                       | 1° novembre 1949  | 14 febbraio 1950  | 81                                                   |         | |
| 31                 |                    | William H. Bates         |                    | Repubblicano                                  | 14 febbraio 1950  | 22 giugno 1969    | 81 · 82 · 83 · 84 · 85 · 86 · 87 · 88 · 89 · 90 · 91 | 9 1⁄2   | Eletto per terminare il mandato del padre · 1950 · 1952 · 1954 · 1956 · 1958 · 1960 · 1962 · 1964 · 1966 · 1968 Deceduto  |
| Vacante            | Vacante            | Vacante                  | Vacante            | Vacante                                       | 22 giugno 1969    | 30 settembre 1969 | 91                                                   |         | |
| 32                 |                    | Michael J. Harrington    |                    | Democratico                                   | 30 settembre 1969 | 3 gennaio 1979    | 91 · 92 · 93 · 94 · 95                               | 4 1⁄2   | Eletto per terminare il mandato di Bates · 1971 · 1972 · 1974 · 1976 Non ricandidatosi                                    |
| 33                 |                    | Nicholas Mavroules       |                    | Democratico                                   | 3 gennaio 1979    | 3 gennaio 1993    | 96 · 97 · 98 · 99 · 100 · 101 · 102                  | 7       | 1978 · 1980 · 1982 · 1984 · 1986 · 1988 · 1990 Perse la rielezione                                                        |
| 34                 |                    | Peter G. Torkildsen      |                    | Repubblicano                                  | 3 gennaio 1993    | 3 gennaio 1997    | 103 · 104                                            | 2       | 1992 · 1994 Perse la rielezione                                                                                           |
| 35                 |                    | John Tierney             |                    | Democratico                                   | 3 gennaio 1997    | 3 gennaio 2015    | 105 · 106 · 107 · 108 · 108 · 110 · 111 · 112 · 113  | 9       | 1996 · 1998 · 2000 · 2002 · 2004 · 2006 · 2008 · 2010 · 2012 Non ottenne la ricandidatura                                 |
| 36                 |                    | Seth Moulton             |                    | Democratico                                   | 3 gennaio 2015    | in carica         | 114 · 115 · 116 · 117 · 118 · 119                    | 6       | 2014 · 2016 · 2018 · 2020 · 2022 · 2024                                                                                   |

### 13º distretto
| N.                                              | Foto    | Senatore                | Partito | Partito                          | Carica           | Carica           | Congresso                                                      | Mandati | Elezioni |
| N.                                              | Foto    | Senatore                | Partito | Partito                          | Inizio           | Termine          | Congresso                                                      | Mandati | Elezioni |
| ----------------------------------------------- | ------- | ----------------------- | ------- | -------------------------------- | ---------------- | ---------------- | -------------------------------------------------------------- | ------- | --- |
| Il distretto venne creato il 4 marzo 1795       |         |                         |         |                                  |                  |                  |                                                                |         | |
| 1                                               |         | Peleg Wadsworth         |         | Federalista                      | 4 marzo 1795     | 3 marzo 1803     | 4 · 5 · 6 · 7                                                  | 4       | 1795 · 1796 · 1798 · 1800 Ricandidatosi nel 15° distretto                                                                    |
| 2                                               |         | Ebenezer Seaver         |         | Democratico-Repubblicano         | 4 marzo 1803     | 3 marzo 1813     | 8 · 9 · 10 · 11 · 12                                           | 5       | 1802 · 1804 · 1806 · 1808 · 1810 Perse la rielezione                                                                         |
| 3                                               |         | Nathaniel Ruggles       |         | Federalista                      | 4 marzo 1813     | 3 marzo 1819     | 13 · 14 · 15                                                   | 3       | 1812 · 1814 · 1816 Perse la rielezione                                                                                       |
| 4                                               |         | Edward Dowse            |         | Democratico-Repubblicano         | 4 marzo 1819     | 26 maggio 1820   | 16                                                             | 1⁄2     | 1818 · 1818 Dimessosi |
| Vacante                                         | Vacante | Vacante                 | Vacante | Vacante                          | 26 maggio 1820   | 21 agosto 1820   | 16                                                             |         | |
| 5                                               |         | William Eustis          |         | Democratico-Repubblicano         | 21 agosto 1820   | 3 marzo 1823     | 16 · 17                                                        | 1 1⁄2   | Eletto per terminare il mandato di Dowse · 1820 · 1818 Eletto Governatore                                                    |
| 6                                               |         | John Reed Jr.           |         | Federalista poi Anti-Jacksoniano | 4 marzo 1823     | 3 marzo 1833     | 18 · 19 · 20 · 21 · 22                                         | 5       | 1822 · 1824 · 1826 · 1828 · 1830 Ricandidatosi nel 11° distretto                                                             |
| Il distretto venne eliminato il 3 marzo 1833    |         |                         |         |                                  |                  |                  |                                                                |         | |
| Il distretto venne ri-istituito il 4 marzo 1893 |         |                         |         |                                  |                  |                  |                                                                |         | |
| 7                                               |         | Charles S. Randall      |         | Repubblicano                     | 4 marzo 1893     | 3 marzo 1895     | 53                                                             | 1       | 1892 Non ottenne la ricandidatura                                                                                            |
| 8                                               |         | John Simpkins           |         | Repubblicano                     | 4 marzo 1895     | 27 marzo 1898    | 54 · 55                                                        | 1 1⁄2   | 1894 · 1896 Deceduto |
| Vacante                                         | Vacante | Vacante                 | Vacante | Vacante                          | 27 marzo 1898    | 31 maggio 1898   | 55                                                             |         | |
| 9                                               |         | William S. Greene       |         | Repubblicano                     | 31 maggio 1898   | 3 marzo 1913     | 55 · 56 · 57 · 58 · 59 · 60 · 61 · 62                          | 7 1⁄2   | Eletto per terminare il mandato di Simpkins · 1898 · 1900 · 1902 · 1904 · 1906 · 1908 · 1910 Ricandidatosi nel 15° distretto |
| 10                                              |         | John Wingate Weeks      |         | Repubblicano                     | 4 marzo 1913     | 4 marzo 1913     | 63                                                             | 1⁄2     | 1912 Dimessosi lo stesso giorno per diventare senatore                                                                       |
| Vacante                                         | Vacante | Vacante                 | Vacante | Vacante                          | 4 marzo 1913     | 14 aprile 1913   | 63                                                             |         | |
| 11                                              |         | John Joseph Mitchell    |         | Democratico                      | 14 aprile 1913   | 3 marzo 1915     | 63                                                             | 1⁄2     | Eletto per terminare il mandato di Weeks Perse la rielezione                                                                 |
| 12                                              |         | William Henry Carter    |         | Repubblicano                     | 4 marzo 1915     | 3 marzo 1919     | 64 · 65                                                        | 3       | 1914 · 1916 Non ticandidatosi                                                                                                |
| 13                                              |         | Robert Luce             |         | Repubblicano                     | 4 marzo 1919     | 3 marzo 1933     | 66 · 67 · 68 · 69 · 70 · 71 · 72                               | 7       | 1918 · 1920 · 1922 · 1924 · 1926 · 1928 · 1930 Ricandidatosi nel 9° distretto                                                |
| 14                                              |         | Richard B. Wigglesworth |         | Repubblicano                     | 4 marzo 1933     | 13 novembre 1958 | 73 · 74 · 75 · 76 · 77 · 78 · 79 · 80 · 81 · 82 · 83 · 84 · 85 | 12 1⁄2  | 1932 · 1934 · 1936 · 1938 · 1940 · 1942 · 1944 · 1946 · 1948 · 1950 · 1952 · 1954 · 1956 Divenuto ambasciatore in Canada     |
| Vacante                                         | Vacante | Vacante                 | Vacante | Vacante                          | 13 novembre 1958 | 3 gennaio 1959   | 85                                                             |         | |
| 15                                              |         | James A. Burke          |         | Democratico                      | 3 gennaio 1959   | 3 gennaio 1963   | 86 · 87                                                        | 2       | 1958 · 1960 Ricandidatosi nell'11° distretto                                                                                 |
| Il distretto venne abolito il 3 gennaio 1963    |         |                         |         |                                  |                  |                  |                                                                |         | |

### 14º distretto
| N.                                                                | Foto    | Senatore                | Partito | Partito                  | Carica          | Carica          | Congresso                                                                | Mandati | Elezioni |
| N.                                                                | Foto    | Senatore                | Partito | Partito                  | Inizio          | Termine         | Congresso                                                                | Mandati | Elezioni |
| ----------------------------------------------------------------- | ------- | ----------------------- | ------- | ------------------------ | --------------- | --------------- | ------------------------------------------------------------------------ | ------- | --- |
| Il distretto venne creato nel distretto del Maine il 4 marzo 1795 |         |                         |         |                          |                 |                 |                                                                          |         | |
| 1                                                                 |         | George Thatcher         |         | Federalista              | 4 marzo 1795    | 3 marzo 1801    | 4 · 5 · 6                                                                | 3       | 1795 · 1796 · 1798 · 1800 Declinato l'ultima elezione                                                                                  |
| Vacante                                                           | Vacante | Vacante                 | Vacante | Vacante                  | 4 marzo 1801    | 7 dicembre 1801 | 7                                                                        |         | |
| 2                                                                 |         | Richard Cutts           |         | Democratico-Repubblicano | 7 dicembre 1801 | 3 marzo 1813    | 7 · 8 · 9 · 10 · 11 · 12                                                 | 5 1⁄2   | Eletto per terminare il mandato di Thatcher · 1802 · 1804 · 1806 · 1808 · 1810 Perse la rielezione                                     |
| 3                                                                 |         | Cyrus King              |         | Federalista              | 4 marzo 1813    | 3 marzo 1817    | 13 · 14                                                                  | 2       | 1812 · 1814 Perse la rielezione |
| 4                                                                 |         | John Holmes             |         | Democratico-Repubblicano | 4 marzo 1817    | 15 marzo 1820   | 15                                                                       | 1 1⁄2   | 1816 · 1818 Eletto al Senato |
| Il distretto venne trasferito al Maine il 15 marzo 1820           |         |                         |         |                          |                 |                 |                                                                          |         | |
| Il distretto venne ri-istituito nel Massachusetts il 4 marzo 1903 |         |                         |         |                          |                 |                 |                                                                          |         | |
| 5                                                                 |         | William C. Lovering     |         | Repubblicano             | 4 marzo 1903    | 4 febbraio 1910 | 58 · 59 · 60 · 61                                                        | 3 1⁄2   | 1902 · 1904 · 1906 · 1908 Deceduto |
| Vacante                                                           | Vacante | Vacante                 | Vacante | Vacante                  | 4 febbraio 1910 | 22 marzo 1910   | 61                                                                       |         | |
| 6                                                                 |         | Eugene Foss             |         | Democratico              | 22 marzo 1910   | 4 gennaio 1911  | 61                                                                       | 1⁄2     | Eletto per terminare il mandato di Lovering Eletto Governatore                                                                         |
| Vacante                                                           | Vacante | Vacante                 | Vacante | Vacante                  | 4 gennaio 1911  | 4 marzo 1911    | 61                                                                       |         | |
| 7                                                                 |         | Robert O. Harris        |         | Repubblicano             | 4 marzo 1911    | 3 marzo 1913    | 62                                                                       | 1       | 1910 Non ricandidatosi |
| 8                                                                 |         | Edward Gilmore          |         | Democratico              | 4 marzo 1913    | 3 marzo 1915    | 63                                                                       | 1       | 1912 Non ricandidatosi |
| 9                                                                 |         | Richard Olney II        |         | Democratico              | 4 marzo 1915    | 3 marzo 1921    | 64 · 65 · 66                                                             | 3       | 1914 · 1916 · 1918 Perse la rielezione                                                                                                 |
| 10                                                                |         | Louis A. Frothingham    |         | Repubblicano             | 4 marzo 1921    | 23 agosto 1928  | 67 · 68 · 69 · 70                                                        | 3 1⁄2   | 1920 · 1922 · 1924 · 1926 Deceduto |
| Vacante                                                           | Vacante | Vacante                 | Vacante | Vacante                  | 23 agosto 1928  | 5 novembre 1928 | 70                                                                       |         | |
| 11                                                                |         | Richard B. Wigglesworth |         | Repubblicano             | 5 novembre 1928 | 3 marzo 1933    | 70 · 71 · 72                                                             | 1 1⁄2   | Eletto per terminare il mandato di Frothingham · 1928 · 1930 Ricandidatosi nel 13° distretto                                           |
| 12                                                                |         | Joseph W. Martin Jr.    |         | Repubblicano             | 4 marzo 1933    | 3 gennaio 1963  | 73 · 74 · 75 · 76 · 77 · 78 · 79 · 80 · 81 · 82 · 83 · 84 · 85 · 86 · 87 | 15      | 1932 · 1934 · 1936 · 1938 · 1940 · 1942 · 1944 · 1946 · 1948 · 1950 · 1952 · 1954 · 1956 · 1958 · 1960 Ricandidatosi nel 10° distretto |
| Il distretto venne abolito il 3 gennaio 1963                      |         |                         |         |                          |                 |                 |                                                                          |         | |

### 15º distretto
| N.                                                                | Foto    | Senatore             | Partito | Partito                  | Carica            | Carica            | Congresso                   | Mandati | Elezioni                                                        |
| N.                                                                | Foto    | Senatore             | Partito | Partito                  | Inizio            | Termine           | Congresso                   | Mandati | Elezioni                                                        |
| ----------------------------------------------------------------- | ------- | -------------------- | ------- | ------------------------ | ----------------- | ----------------- | --------------------------- | ------- | --------------------------------------------------------------- |
| Il distretto venne creato il 4 marzo 1803                         |         |                      |         |                          |                   |                   |                             |         |                                                                 |
| 1                                                                 |         | Peleg Wadsworth      |         | Federalista              | 4 marzo 1803      | 3 marzo 1807      | 8 · 9                       | 2       | 1802 · 1804 Non ricandidatosi                                   |
| 2                                                                 |         | Daniel Ilsley        |         | Democratico-Repubblicano | 4 marzo 1807      | 3 marzo 1809      | 10                          | 1       | 1806 Perse la rielezione                                        |
| 3                                                                 |         | Ezekiel Whitman      |         | Federalista              | 4 marzo 1809      | 3 marzo 1811      | 11                          | 1       | 1808 Perse la rielezione                                        |
| 4                                                                 |         | William Widgery      |         | Democratico-Repubblicano | 4 marzo 1811      | 3 marzo 1813      | 12                          | 1       | 1811 Perse la rielezione                                        |
| 5                                                                 |         | George Bradbury      |         | Federalista              | 4 marzo 1813      | 3 marzo 1817      | 13 · 14                     | 2       | 1812 · 1814 Non ricandidatosi                                   |
| 6                                                                 |         | Ezekiel Whitman      |         | Federalista              | 4 marzo 1817      | 3 marzo 1821      | 15 · 16                     | 2       | 1816 · 1818 Distretto trasferito al Maine                       |
| Il distretto venne trasferito al Maine nel 1821                   |         |                      |         |                          |                   |                   |                             |         |                                                                 |
| Il distretto venne ri-istituito nel Massachusetts il 4 marzo 1913 |         |                      |         |                          |                   |                   |                             |         |                                                                 |
| 7                                                                 |         | William S. Greene    |         | Repubblicano             | 4 marzo 1913      | 22 settembre 1924 | 63 · 64 · 65 · 66 · 67 · 68 | 5 1⁄2   | 1912 · 1914 · 1916 · 1918 · 1920 · 1922 Deceduto                |
| Vacante                                                           | Vacante | Vacante              | Vacante | Vacante                  | 22 settembre 1924 | 4 novembre 1924   | 68                          |         |                                                                 |
| 8                                                                 |         | Robert M. Leach      |         | Repubblicano             | 4 novembre 1924   | 3 marzo 1925      | 68                          | 1⁄2     | Eletto per terminare il mandato di Greene Non ricandidatosi     |
| 9                                                                 |         | Joseph W. Martin Jr. |         | Repubblicano             | 4 marzo 1925      | 3 marzo 1933      | 69 · 70 · 71 · 72           | 4       | 1924 · 1926 · 1928 · 1930 Ricandidatosi nel 14° distretto       |
| 10                                                                |         | Charles L. Gifford   |         | Repubblicano             | 4 marzo 1933      | 3 gennaio 1943    | 73 · 74 · 75 · 76 · 77      | 5       | 1932 · 1934 · 1936 · 1938 · 1940 Ricandidatosi nel 9° distretto |
| Il distretto venne abolito il 3 gennaio 1943                      |         |                      |         |                          |                   |                   |                             |         |                                                                 |

### 16º distretto
| N.                                                                | Foto    | Senatore                | Partito | Partito                  | Carica          | Carica          | Congresso                   | Mandati | Elezioni |
| N.                                                                | Foto    | Senatore                | Partito | Partito                  | Inizio          | Termine         | Congresso                   | Mandati | Elezioni |
| ----------------------------------------------------------------- | ------- | ----------------------- | ------- | ------------------------ | --------------- | --------------- | --------------------------- | ------- | --- |
| Il distretto venne creato il 4 marzo 1803                         |         |                         |         |                          |                 |                 |                             |         | |
| 1                                                                 |         | Samuel Thatcher         |         | Federalista              | 4 marzo 1803    | 3 marzo 1805    | 8                           | 1       | 1802 Perse la rielezione                                                                                    |
| 2                                                                 |         | Orchard Cook            |         | Democratico-Repubblicano | 4 marzo 1805    | 3 marzo 1811    | 9 · 10 · 11                 | 3       | 1804 · 1806 · 1808 Non ricandidatosi                                                                        |
| 3                                                                 |         | Peleg Tallman           |         | Democratico-Repubblicano | 4 marzo 1811    | 3 marzo 1813    | 12                          | 1       | 1810 Dimessosi                                                                                              |
| 4                                                                 |         | Samuel Davis            |         | Federalista              | 4 marzo 1813    | 3 marzo 1815    | 13                          | 1       | 1812 Ricandidatosi nel 19° distretto Perse la rielezione                                                    |
| 5                                                                 |         | Benjamin Brown          |         | Federalista              | 4 marzo 1815    | 3 marzo 1817    | 14                          | 1       | 1814 Ricandidatosi nel 18° distretto Perse la rielezione                                                    |
| 6                                                                 |         | Benjamin Orr            |         | Federalista              | 4 marzo 1817    | 3 marzo 1819    | 15                          | 1       | 1816 Perse la rielezione                                                                                    |
| 7                                                                 |         | Mark Langdon Hill       |         | Democratico-Repubblicano | 4 marzo 1819    | 3 marzo 1821    | 16                          | 1       | 1819 Distretto trasferito al Maine                                                                          |
| Il distretto venne trasferito al Maine nel 1821                   |         |                         |         |                          |                 |                 |                             |         | |
| Il distretto venne ri-istituito nel Massachusetts il 4 marzo 1913 |         |                         |         |                          |                 |                 |                             |         | |
| 8                                                                 |         | Thomas Chandler Thacher |         | Democratico              | 4 marzo 1913    | 3 marzo 1915    | 63                          | 1       | 1912 Perse la rielezione                                                                                    |
| 9                                                                 |         | Joseph Walsh            |         | Repubblicano             | 4 marzo 1915    | 21 agosto 1922  | 64 · 65 · 66 · 67           | 3 1⁄2   | 1914 · 1916 · 1918 · 1920 Divenne giudice                                                                   |
| Vacante                                                           | Vacante | Vacante                 | Vacante | Vacante                  | 21 agosto 1922  | 7 novembre 1922 | 67                          |         | |
| 10                                                                |         | Charles L. Gifford      |         | Repubblicano             | 7 novembre 1922 | 3 marzo 1933    | 67 · 68 · 69 · 70 · 71 · 72 | 5 1⁄2   | Eletto per terminare il mandato di Walsh · 1922 · 1924 · 1926 · 1928 · 1930 Ricandidatosi nel 15° distretto |
| Il distretto venne abolito il 3 marzo 1933                        |         |                         |         |                          |                 |                 |                             |         | |

### 17º distretto
| N.                                              | Foto    | Senatore          | Partito | Partito                  | Carica        | Carica        | Congresso | Mandati | Elezioni                                                       |
| N.                                              | Foto    | Senatore          | Partito | Partito                  | Inizio        | Termine       | Congresso | Mandati | Elezioni                                                       |
| ----------------------------------------------- | ------- | ----------------- | ------- | ------------------------ | ------------- | ------------- | --------- | ------- | -------------------------------------------------------------- |
| Il distretto venne creato il 4 marzo 1803       |         |                   |         |                          |               |               |           |         |                                                                |
| 1                                               |         | Phineas Bruce     |         | Federalista              | 4 marzo 1803  | ?             | 8         | 1       | 1802 La malattia gli impedì di entrare in carica               |
| Vacante                                         | Vacante | Vacante           | Vacante | Vacante                  | ?             | 3 marzo 1805  | 8         |         |                                                                |
| 2                                               |         | John Chandler     |         | Democratico-Repubblicano | 4 marzo 1805  | 3 marzo 1809  | 9 · 10    | 2       | 1804 · 1806 Non ricandidatosi                                  |
| 3                                               |         | Barzillai Gannett |         | Democratico-Repubblicano | 4 marzo 1809  | 1812          | 11 · 12   | 1 1⁄2   | 1808 · 1810 Dimessosi                                          |
| Vacante                                         | Vacante | Vacante           | Vacante | Vacante                  | 1812          | 6 aprile 1812 | 12        |         |                                                                |
| 4                                               |         | Francis Carr      |         | Democratico-Repubblicano | 6 aprile 1812 | 3 marzo 1813  | 12        | 1⁄2     | Eletto per terminare il mandato di Gannett Perse la rielezione |
| 5                                               |         | Abiel Wood        |         | Democratico-Repubblicano | 4 marzo 1813  | 3 marzo 1815  | 13        | 1       | 1812 Ricandidatosi nel 16° distretto Non fu rieletto           |
| 6                                               |         | James Carr        |         | Federalista              | 4 marzo 1815  | 3 marzo 1817  | 14        | 1       | 1815 Non ricandidatosi                                         |
| 7                                               |         | John Wilson       |         | Federalista              | 4 marzo 1817  | 3 marzo 1819  | 15        | 1       | 1816 Perse la rielezione                                       |
| 8                                               |         | Martin Kinsley    |         | Democratico-Repubblicano | 4 marzo 1819  | 3 marzo 1821  | 16        | 1       | 1814 Ricandidatosi nel 4° distretto del Maine Non fu rieletto  |
| Il distretto venne trasferito al Maine nel 1821 |         |                   |         |                          |               |               |           |         |                                                                |

### 18º distretto
| N.                                              | Foto | Senatore     | Partito | Partito                  | Carica       | Carica       | Congresso | Mandati | Elezioni                          |
| N.                                              | Foto | Senatore     | Partito | Partito                  | Inizio       | Termine      | Congresso | Mandati | Elezioni                          |
| ----------------------------------------------- | ---- | ------------ | ------- | ------------------------ | ------------ | ------------ | --------- | ------- | --------------------------------- |
| Il distretto venne creato il 4 marzo 1813       |      |              |         |                          |              |              |           |         |                                   |
| 1                                               |      | John Wilson  |         | Federalista              | 4 marzo 1813 | 3 marzo 1815 | 13        | 1       | 1812 Non ottenne la ricandidatura |
| 2                                               |      | Thomas Rice  |         | Federalista              | 4 marzo 1815 | 3 marzo 1819 | 14 · 15   | 2       | 1814 · 1817 Perse la rielezione   |
| 3                                               |      | James Parker |         | Democratico-Repubblicano | 4 marzo 1819 | 3 marzo 1821 | 16        | 1       | 1818                              |
| Il distretto venne trasferito al Maine nel 1821 |      |              |         |                          |              |              |           |         |                                   |

### 19º distretto
| N.                                              | Foto | Senatore         | Partito | Partito                  | Carica       | Carica       | Congresso | Mandati | Elezioni |
| N.                                              | Foto | Senatore         | Partito | Partito                  | Inizio       | Termine      | Congresso | Mandati | Elezioni |
| ----------------------------------------------- | ---- | ---------------- | ------- | ------------------------ | ------------ | ------------ | --------- | ------- | -------- |
| Il distretto venne creato il 4 marzo 1813       |      |                  |         |                          |              |              |           |         |          |
| 1                                               |      | James Parker     |         | Democratico-Repubblicano | 4 marzo 1813 | 3 marzo 1815 | 13        | 1       | 1813     |
| 2                                               |      | Samuel S. Conner |         | Democratico-Repubblicano | 4 marzo 1815 | 3 marzo 1817 | 14        | 1       | 1815     |
| 3                                               |      | Joshua Gage      |         | Democratico-Repubblicano | 4 marzo 1817 | 3 marzo 1819 | 15        | 1       | 1817     |
| 4                                               |      | Joshua Cushman   |         | Democratico-Repubblicano | 4 marzo 1819 | 3 marzo 1821 | 16        | 1       | 1818     |
| Il distretto venne trasferito al Maine nel 1821 |      |                  |         |                          |              |              |           |         |          |

### 20º distretto
| N.                                              | Foto    | Senatore         | Partito | Partito                  | Carica          | Carica          | Congresso | Mandati | Elezioni                                                                                  |
| N.                                              | Foto    | Senatore         | Partito | Partito                  | Inizio          | Termine         | Congresso | Mandati | Elezioni                                                                                  |
| ----------------------------------------------- | ------- | ---------------- | ------- | ------------------------ | --------------- | --------------- | --------- | ------- | ----------------------------------------------------------------------------------------- |
| Il distretto venne creato il 4 marzo 1813       |         |                  |         |                          |                 |                 |           |         |                                                                                           |
| 1                                               |         | Levi Hubbard     |         | Democratico-Repubblicano | 4 marzo 1813    | 3 marzo 1815    | 13        | 1       | 1812 Candidatosi al Senato del Massachusetts                                              |
| 2                                               |         | Albion K. Parris |         | Democratico-Repubblicano | 4 marzo 1815    | 3 febbraio 1818 | 14 · 15   | 1⁄2     | 1814 · 1816 Dimessosi per diventare giudice distrettuale del Maine                        |
| Vacante                                         | Vacante | Vacante          | Vacante | Vacante                  | 4 febbraio 1818 | 3 novembre 1818 | 15        |         |                                                                                           |
| 3                                               |         | Enoch Lincoln    |         | Democratico-Repubblicano | 3 novembre 1818 | 3 marzo 1821    | 15 · 16   | 1 1⁄2   | Eletto per terminare il mandato di Parris · 1818 Ricandidatosi nel 7° distretto del Maine |
| Il distretto venne trasferito al Maine nel 1820 |         |                  |         |                          |                 |                 |           |         |                                                                                           |